# Зорана Бећић
Зорана Бећић Ђорђевић (Сарајево, 12. фебруар 1981) српска је филмска, телевизијска, позоришна и гласовна глумица.

## Биографија
Зорана Бећић је рођена у Сарајеву 12. фебруара 1981. године. Иако није примљена у Сарајеву, глуму је уписала и дипломирала на Факултету драмских уметности у Београду. Поред улога у позоришту глуми и у филмовима и ТВ серијама, запажену улогу је остварила у филму Мала ноћна музика а најпознатија је по улози Софије из ТВ серије Јагодићи.
Њен отац Зоран и деда Дракче су били глумци а мајка Вања костимограф. Удата је за глумца Игора Ђорђевића са којим има ћерку Петру.

## Филмографија
| Год.       | Назив                 | Улога               |
| ---------- | --------------------- | ------------------- |
| 2000-е     |                       |                     |
| 2002.      | Класа 2002            |                     |
| 2002.      | Мала ноћна музика     | Теодора             |
| 2003.      | Добре намере          |                     |
| 2003.      | М(ј)ешовити брак      | Наташа              |
| 2003.      | Лаку ноћ, децо        |                     |
| 2004.      | Шта ми спремаш ?      | Тијана              |
| 2005.      | Дангубе!              | новинарка           |
| 2005.      | Потера за срећ(к)ом   | Љиља                |
| 2005.      | Идеалне везе          | Госпођа Ранковић    |
| 2006.      | Не скрећи са стазе    | Деда Мразица        |
| 2007.      | Ритам живота          | Маја                |
| 2007.      | Махаласи              | Ана                 |
| 2009.      | Заувек млад           | Вера                |
| 2010-е     |                       |                     |
| 2011.      | Мој рођак са села     | Татјана             |
| 2011.      | Луд, збуњен, нормалан | Шејла               |
| 2011.      | Жене са Дедиња        | Милица              |
| 2012.      | Јагодићи              | Софија Корнголд     |
| 2013−2015. | Звездара              | Виолета             |
| 2014.      |                       |                     |
| 2014.      | Девет положаја самоће |                     |
| 2015.      | Писмо за Деда Мраза   | Мама                |
| 2019.      | Слатке муке           | Наташа              |
| 2020-е     |                       |                     |
| 2020.      | Преживети Београд     | Данијела            |
| 2020.      | Ургентни центар       | Инспекторка Горанић |
| 2021.      | Феликс                | судија              |
| 2021.      | Адвокадо              | Станкетова жена     |
| 2022.      | Џем од кављара        | Љиља                |
| 2022.      | Бунар                 | Анита               |
| 2024.      | Мочвара               | Борка Татић         |

## Улоге у синхронизацијама
| Година | Цртани филм                          | Улога             |
| ------ | ------------------------------------ | ----------------- |
| 2017.  | Тилда мали миш                       | сви женски ликови |
| 2018.  | Невероватна прича о џиновској крушки | Себастијан        |
| 2018.  | Макс Стил                            |                   |
| 2019.  | Анимиране бајке света                | разни ликови      |
| 2020.  | Хајди                                | Петер, Клара итд. |
| 2021.  | Викинг Вик                           | Вик               |